# Peter Wadabwa
Peter Wadabwa (Blantire, 14 de setembro de 1988) é um futebolista malauiano que atua como atacante.

## Carreira
Peter Wadabwa representou o elenco da Seleção Malauiana de Futebol no Campeonato Africano das Nações de 2010.